# Пороховые империи
Пороховы́е импе́рии (англ. Gunpowder empires) — термин для обозначения трёх мусульманских исторических государств раннего Нового времени — Османской империи, Сефевидской империи и Империи Великих Моголов, — которые добились политического успеха благодаря использованию артиллерии для захвата каменных крепостей. Пороховые империи являются аналогом современных сверхдержав. К числу «пороховых империй» может быть отнесено и Русское государство.
Несмотря на разное географическое, социальное и экономическое положение, империи Османов, Сефевидов и Великих Моголов имеют фундаментальное сходство друг с другом. Все они столкнулись с практически одинаковыми политическими, военными и административными проблемами и имели схожий набор политических и институциональных традиций.
Большие по размеру, существовавшие в течение долгого времени и централизованные «пороховые империи», резко отличаются от своих предшественников в исламском мире. В отличие от многих мусульманских государств прошлого, подверженных хронической нестабильности, и существование которых длилось лишь несколько поколений (Ак-Коюнлу, Кара-Коюнлу, Туглакиды и др.), «пороховые империи» смогли выйти из этого тупика.
Учёные, которые ввели в оборот термин «пороховые империи», считали, что ключевую роль в успехе этих империй сыграло использование передовых техник ведения войны с использованием огнестрельного оружия. Такого мнения придерживались Маршалл Ходжсон (автор термина) и Уильям Макнилл. По мнению несогласного с ними американского исследователя Дугласа Стройсанда (англ. Douglas E. Streusand), этот термин стоит толковать не как «империи, созданные пороховым оружием», а скорее как «империи пороховой эпохи» (англ. empires of the gunpowder era).
Отличительными чертами «пороховых империй» являлись: регулярная армия, вооружённая огнестрельным оружием; унификация системы административно-территориального деления, наличие земельных кадастров и перепись земельных ресурсов; структурированная система институтов государственного управления и чёткая иерархия должностей управляющих; кодификация законодательства.